# 1995년 춘계 천황상
1995년 춘계 천황상은 중앙경마의 G1급 중상경주 천황상의 111번째 대회이자 춘계 천황상의 56번째 대회로, 1995년 4월 23일에 교토 경마장에서 개최되었다. 이 대회부터는 춘계 천황상이 지정 교류 경주가 됨에 따라, 지방경마 소속 경주마도 참가할 수 있게 되었다.
라이스 샤워가 스테이지 챔프 등을 제치고 우승하여, 두 번째 천황상 우승을 차지했다.

## 출전마 정보
출전마의 연령 표기는 구 표기를 따른다.
| 마번 | 경주마            | 성별 | 연령         | 기수              | 배당률 (인기 순위) |
| ---- | ----------------- | ---- | ------------ | ----------------- | ------------------ |
| 1    | 에어 더블린       | 수컷 | 5세 (현 4세) | 오카베 유키오     | 3.5 (1)            |
| 2    | 아그네스 퍼레이드 | 암컷 | 5세 (현 4세) | 가와치 히로시     | 33.8 (9)           |
| 3    | 라이스 샤워       | 수컷 | 7세 (현 6세) | 마토바 히토시     | 5.8 (4)            |
| 4    | 선라이트 웨이     | 수컷 | 6세 (현 5세) | 우에무라 히로유키 | 18.8 (7)           |
| 5    | 야마닌 드리머     | 암컷 | 7세 (현 6세) | 마쓰나가 미키오   | 136.7 (18)         |
| 6    | 원더풀 타임       | 수컷 | 5세 (현 4세) | 시오무라 가쓰미   | 57.7 (14)          |
| 7    | 야시마 소버린     | 수컷 | 5세 (현 4세) | 사카이 치아키     | 13.9 (5)           |
| 8    | 고 고 제트        | 수컷 | 5세 (현 4세) | 무라모토 요시유키 | 35.6 (10)          |
| 9    | 이이데 라이너     | 수컷 | 5세 (현 4세) | 미나이 가쓰미     | 94.5 (16)          |
| 10   | 메이쇼 레그넘     | 수컷 | 8세 (현 7세) | 고지마 후토시     | 92.8 (15)          |
| 11   | 키소지 골드       | 수컷 | 7세 (현 6세) | 야스다 야스히코   | 96.4 (17)          |
| 12   | 타마모 하이웨이   | 수컷 | 5세 (현 4세) | 시이 히로후미     | 38.0 (12)          |
| 13   | 인터 라이너       | 수컷 | 5세 (현 4세) | 요코야마 노리히로 | 5.4 (2)            |
| 14   | 아젠틴 탱고       | 수컷 | 7세 (현 6세) | 다바라 세이키     | 19.0 (8)           |
| 15   | 스테이지 챔프     | 수컷 | 6세 (현 5세) | 에비나 마사요시   | 14.0 (6)           |
| 16   | 크리스털 케이     | 수컷 | 7세 (현 6세) | 미유키 히데아키   | 53.0 (13)          |
| 17   | 하기노 리얼 킹    | 수컷 | 6세 (현 5세) | 다케 유타카       | 5.5 (3)            |
| 18   | 다이이치 조이풀   | 수컷 | 7세 (현 6세) | 마이클 로버츠     | 35.6 (11)          |

## 경주 결과
| 순위 | 마번 | 경주마            | 시간   | 도착차                              |
| ---- | ---- | ----------------- | ------ | ----------------------------------- |
| 1    | 3    | 라이스 샤워       | 3:19.9 | -                                   |
| 2    | 15   | 스테이지 챔프     | 3:19.9 | 코                                  |
| 3    | 17   | 하기노 리얼 킹    | 3:20.0 | {\displaystyle {\frac {3}{4}}}마신  |
| 4    | 13   | 인터 라이너       | 3:20.2 | {\displaystyle 1{\frac {1}{4}}}마신 |
| 5    | 1    | 에어 더블린       | 3:20.4 | {\displaystyle 1{\frac {1}{4}}}마신 |
| 6    | 8    | 고 고 제트        | 3:20.6 | {\displaystyle 1{\frac {1}{2}}}마신 |
| 7    | 14   | 아젠틴 탱고       | 3:20.7 | 목                                  |
| 8    | 18   | 다이이치 조이풀   | 3:20.9 | {\displaystyle 1{\frac {1}{2}}}마신 |
| 9    | 4    | 선라이트 웨이     | 3:21.2 | 2마신                               |
| 10   | 6    | 원더풀 타임       | 3:21.2 | 코                                  |
| 11   | 9    | 이이데 라이너     | 3:21.6 | {\displaystyle 2{\frac {1}{2}}}마신 |
| 12   | 7    | 야시마 소버린     | 3:22.2 | {\displaystyle 3{\frac {1}{2}}}마신 |
| 13   | 12   | 타마모 하이웨이   | 3:22.3 | 목                                  |
| 14   | 16   | 크리스털 케이     | 3:22.3 | 머리                                |
| 15   | 2    | 아그네스 퍼레이드 | 3:22.6 | {\displaystyle 1{\frac {3}{4}}}마신 |
| 16   | 11   | 키소지 골드       | 3:22.8 | {\displaystyle 1{\frac {1}{2}}}마신 |
| 17   | 5    | 야마닌 드리머     | 3:23.4 | {\displaystyle 3{\frac {1}{2}}}마신 |
| 18   | 10   | 메이쇼 레그넘     | 3:24.1 | 4마신                               |